# Sargon II
Sargon II fou rei d'Assíria durant l'Imperi Neoassiri (del qual fou l'efectiu fundador) del gener del 722 aC fins al 705 aC. Ascendí després de la mort de Salmanassar V del que podria ser fill o més aviat hereu designat tot i ser probablement un usurpador, malgrat que pretenia, d'acord amb un text que s'ha preservat, ser fill de Teglatfalassar III. S'apoderà del càrrec per la violència, i el seu adveniment suposà una ruptura amb el passat, ja que en cap de les seves inscripcions es fa referència als seus predecessors. Fou un rei poderós, un gran conqueridor i el fundador de la més important dinastia de governants assiris, sota els qui l'imperi aconseguí el seu més gran poder. Els perills principals que va trobar en pujar al poder foren els esforços d'Urartu per allunyar de l'òrbita assíria als territoris del nord, la possibilitat de revolta a Síria on Samària encara resistia, i el renaixement de Babilònia sota els caldeus (arameus). Les seves capitals foren a Assur, Nimrud i Nínive fins que el 706 aC va inaugurar una nova capital, Dur-Sharrukin.

## Fonts del regnat

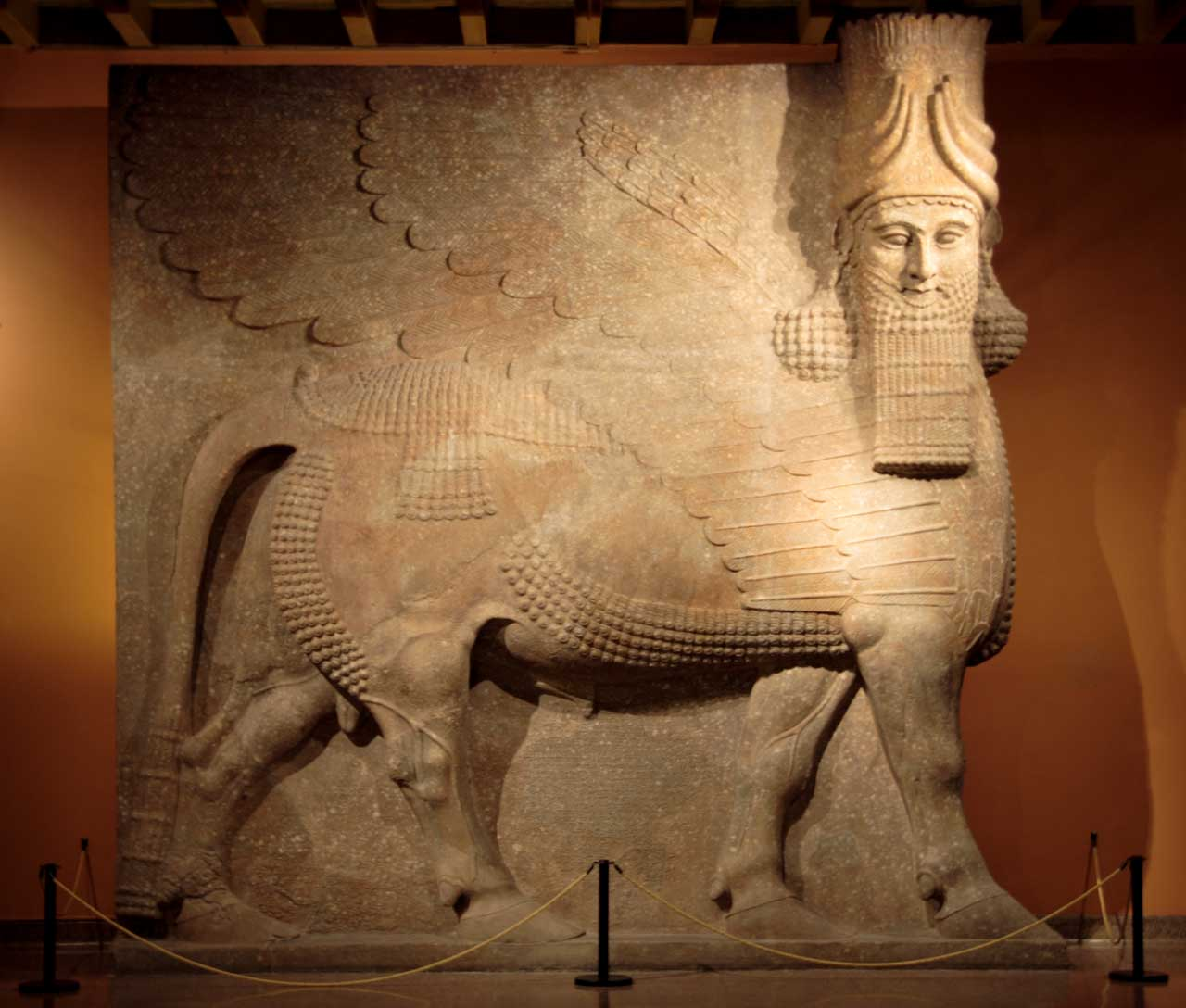
Lammasu a l'entrada del tron al palau de Khorsabad o Dur-Sharrukin, avui al Museu de la Universitat de Chicago

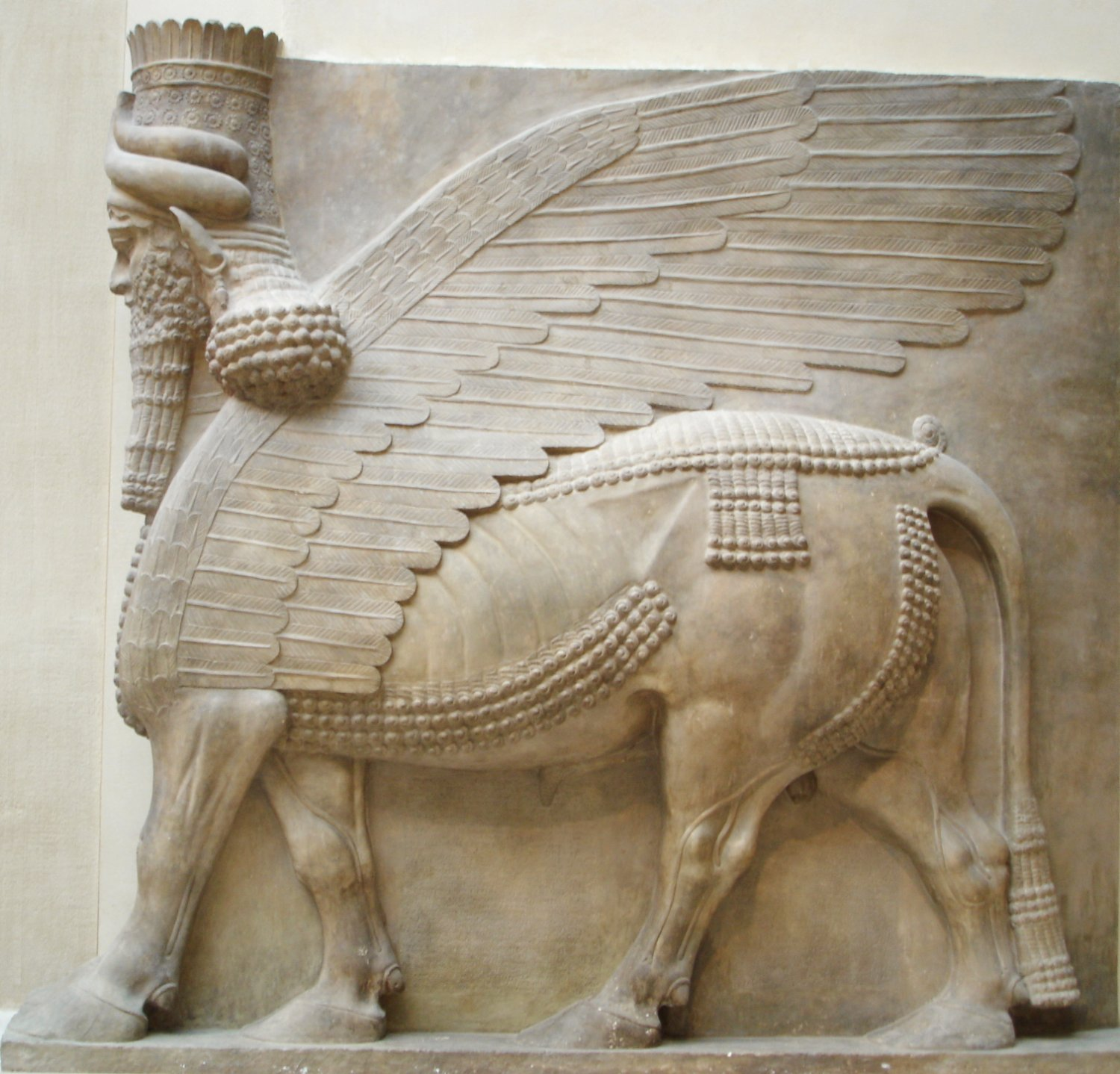
Brau alat amb rostre humà, baix relleu del palau de Dur Sharrukin avui al Museu del Louvre

## Campanyes militars

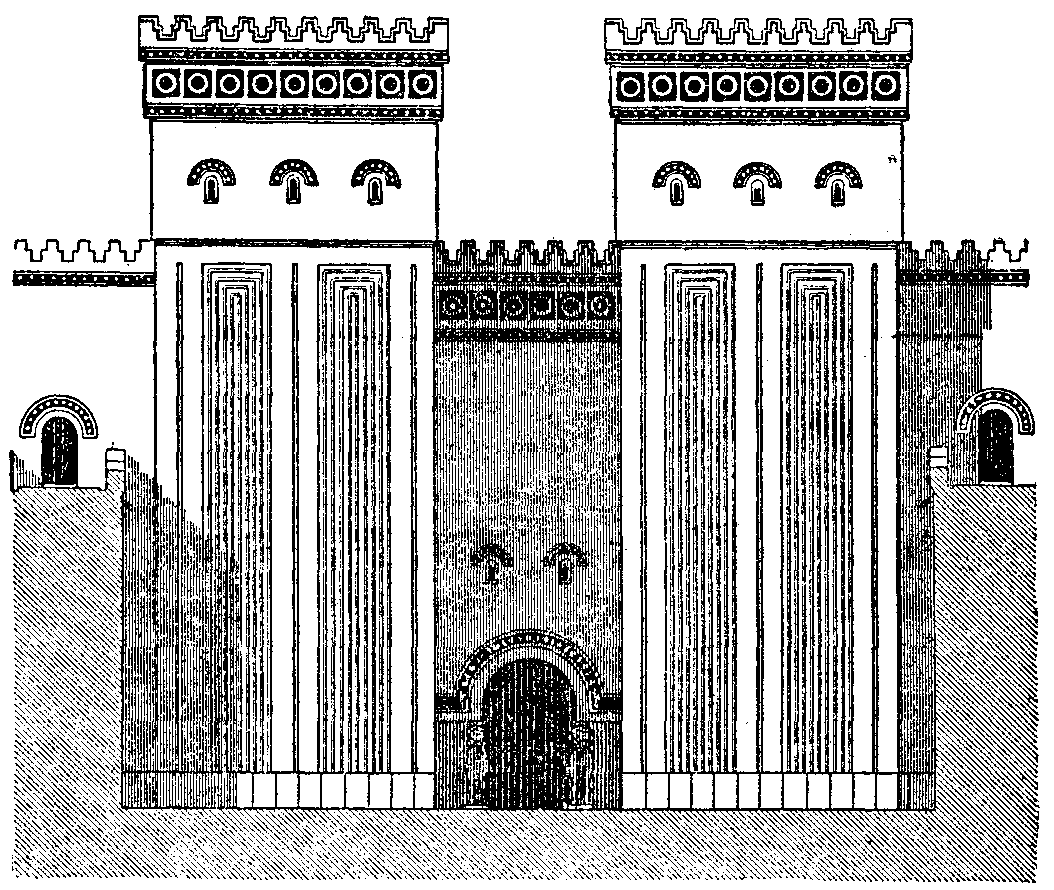
Palau de Dur-Sharrukin (Khorsabad)